# 黃重 (建文進士)
黃重（1373年—？），字孟剛，福建興化府莆田縣人，軍籍，明朝政治人物。進士出身。

## 生平
府學生，福建鄉試第三十四名。建文二年（1400年）庚辰科會試第九十三名，殿試登進士三甲。

## 家族
曾祖父黃祖續、祖父黃寧，父亲黃同。